# Тюрин, Владимир Михайлович
Влади́мир Миха́йлович Тю́рин (24 января 1936, Старобешево, УССР — 6 августа 2002, Архангельск) — советский и российский журналист. Известен главным образом своими репортёрскими работами, которые сделали ему имя «короля репортажа».

## Биография

### Начало жизни, учёба
Родился на Украине, в Донецкой области в семье рабочего Михаила Ивановича Тюрина и швеи Ольги Григорьевны Тюриной. Владимир был шестым, предпоследним ребёнком в семье. Детство было непростым. В 1937 г. семья переехала на Кавказ, в город Моздок, а в 1946 г. — на Западную Украину, в город Борислав Львовской области, куда отца направили строить газолиновый завод. Там Владимир окончил среднюю школу и в 1954 году поступил в кинотехникум.
Был призван на военную службу, которую прошел на Северном флоте. После демобилизации Владимир перепробовал разные профессии, но решил остановиться на журналистике и поступил на заочное отделение факультета журналистики Ленинградского университета. Работу журналистом начал в Латвии в городе Лудза. После окончания университета выбрал распределение в Архангельск, связав с ним свою дальнейшую судьбу.

### Карьера журналиста
Почти двадцать лет Владимир Михайлович Тюрин проработал в архангельской областной газете «Правда Севера». Начав с должности рядового сотрудника, он вскоре стал ответственным секретарём редакции.
Свое истинное призвание он нашел¸ когда возглавил отдел информации «Правды Севера». Именно репортажи сделали ему громкое имя, прославили как легендарного журналиста — на всесоюзном уровне, не только в Архангельске. Коллеги нарекли Тюрина «королем репортажа». Это было в эпоху «золотого века» северной журналистики, когда редакцию «Правды Севера» возглавлял Иван Стегачев.
Злободневные, написанные сочным языком репортажи и очерки Тюрина составили своеобразную хронику жизни Севера. Им был создан свой особенный стиль, в котором внимание к деталям сочеталось с колоритными запоминающимися образами.
Однажды ему пришло письмо от главного геолога Хорейверской экспедиции Доценко: «ваши статьи сослужили хорошую службу геологоразведке; когда кому-то хочется „гнать метры проходки“, я говорю, что не намерен попадать в очередную статью Тюрина, и дело решается положительно».
Круг его тем был широк. Среди любимых: рыбаки севера, геологоразведка, освоение Арктики. Едва приехав в Архангельск, молодой журналист Тюрин сразу стал участником экспедиции на Северный полюс, где в качестве фотолаборанта в отряде геофизиков участвовал в нанесении на океанскую карту хребта Менделеева. Всю жизнь его связывала дружба с известными полярниками.
Чтобы иметь возможность больше ездить и писать самому, в 1978 году Тюрин оставил должность заведующего отделом информации и стал специальным корреспондентом «Правды Севера», время от времени готовя публикации для других общесоюзных газет («Советская Россия», «Труд» и пр.).
Был лауреатом премии всесоюзного семинара репортеров, лауреатом премии Союза журналистов СССР, лауреатом областной журналистской премии имени А. П. Гайдара.
Тюрин воспитал целую когорту северный журналистов, ведь на протяжении почти 20 лет он вел свою «Школу репортера». Многие из них считают себя его учениками, среди них есть известные: О. Третьякова, А. Мозговой, А. Масленников.

### Последние годы жизни
В 1986 году Владимир Михайлович ушел из «Правды Севера» в Северо-Западное книжное издательство на должность главного редактора.
В 1990 году был избран председателем Архангельского отделения Союза журналистов СССР, был редактором газеты «Журналист» — органа областной журналистской организации . Возглавлял областную федерацию пропаганды физкультуры и спорта.
В последние годы жизни, страдая от тяжелого недуга, Владимир Михайлович ухаживал за своей больной женой Лидией Родионовной — и ушел из жизни первым, опередив её на месяц, 6 августа 2002 года. Похоронен в Архангельске на Кузнечевском (Вологодском) кладбище.

## Семья
Жена Лидия Родионовна Тюрина (урожденная Вишниченко) (1937—2002). От неё трое детей — Михаил (род. 1960), Глеб (род. 1963) и Оксана (род. 1966).

## Память
- В 2007 году на фасаде здания редакции газеты «Правда Севера» была установлена мемориальная доска Владимиру Тюрину[6].
- В память о Тюрине Архангельской областной организацией Союза журналистов была учреждена премия его имени за лучший репортаж в электронных и печатных СМИ.

## Журналистские произведения
Некоторые из журналистских работ:
- Тюрин В. М. На исходный рубеж // Правда Севера. — 1967. — 13 янв.
- Тюрин В. М. Арктический ритм // Правда Севера. — 1967. — 14 янв.
- Тюрин В. М. И на тысячи верст снег да лед… // Правда Севера. — 1967. — 21 янв.
- Тюрин В. М. Обгоняющие время // Правда Севера. — 1969. — 15 июня.
- Тюрин В. М. Сигнал бедствия не был передан // Рыбак Севера. — 1970. — 13 мая.
- Тюрин В. М. Про беличий запас и охотничий припас // Правда Севера. — 1973. — 30 сент.
- Тюрин В. М. В тисках Антарктики // Правда Севера. — 1974. — 8 июня.
- Тюрин В. М. Корабли всегда спешат // Правда Севера. — 1974. — 7 сент.
- Тюрин В. М. Отправляясь в Арктику, грузите в трюмы терпение // Правда Севера. — 1975. — 14 авг.
- Тюрин В. М. Арктика, где твои морозы? // Правда Севера. — 1975. — 19 апр.
- Тюрин В. М. Испытание огнем // Правда Севера. — 1975. — 7 июня.
- Тюрин В. М. 275-й просит соли… // Правда Севера. — 1975. — 13 июля.
- Тюрин В. М. Рапорт однофамильцам // Правда Севера. — 1975 — 13 ноября.
- Тюрин В. М. Ночной полет // Правда Севера. — 1976. — 25 дек.
- Тюрин В. М. Ясное дело — с премией // Правда Севера. — 1979. — 12 июня.
- Тюрин В. М. Как при аварии… // Правда Севера. — 1979. — № 132.
- Тюрин В. М. Прицельная работа // Правда Севера. — 1980. — 15 апр.
- Тюрин В. М. Пятеро и стена огня // Правда Севера. — 1980. — 29 июня.
- Тюрин В. М. Спрессовывая время // Правда Севера. — 1981. — 1 март.
- Тюрин В. М. Меня интересуют полярные конвои // Правда Севера. — 1982. — № 77.
- Тюрин В. М. Я — за сотрудничество… // Правда Севера. — 1982. — № 83.
- Тюрин В. М. Парусник зовёт в море // Правда Севера. — 1983. — 18 июня.
- Тюрин В. М. Стирая пятно за пятном // Правда Севера. — 1983. — 6 сент.

## Книги
- Бахтин А. А., Бабич Н. А., Соколов Н. Н., Тюрин В. М. Грибная нива северной тайги: Учеб. пособие по курсу введ. в спец / А. Бахтин, Н. Бабич, Н. Соколов, В. Тюрин. — Архангельск: Боргес, 1999;
- Летописец Севера : Ист.-краевед. сб / [Сост. В. М. Тюрин]. — Архангельск : Сев.-Зап. кн. изд-во, 1990.